# Bùi Viện

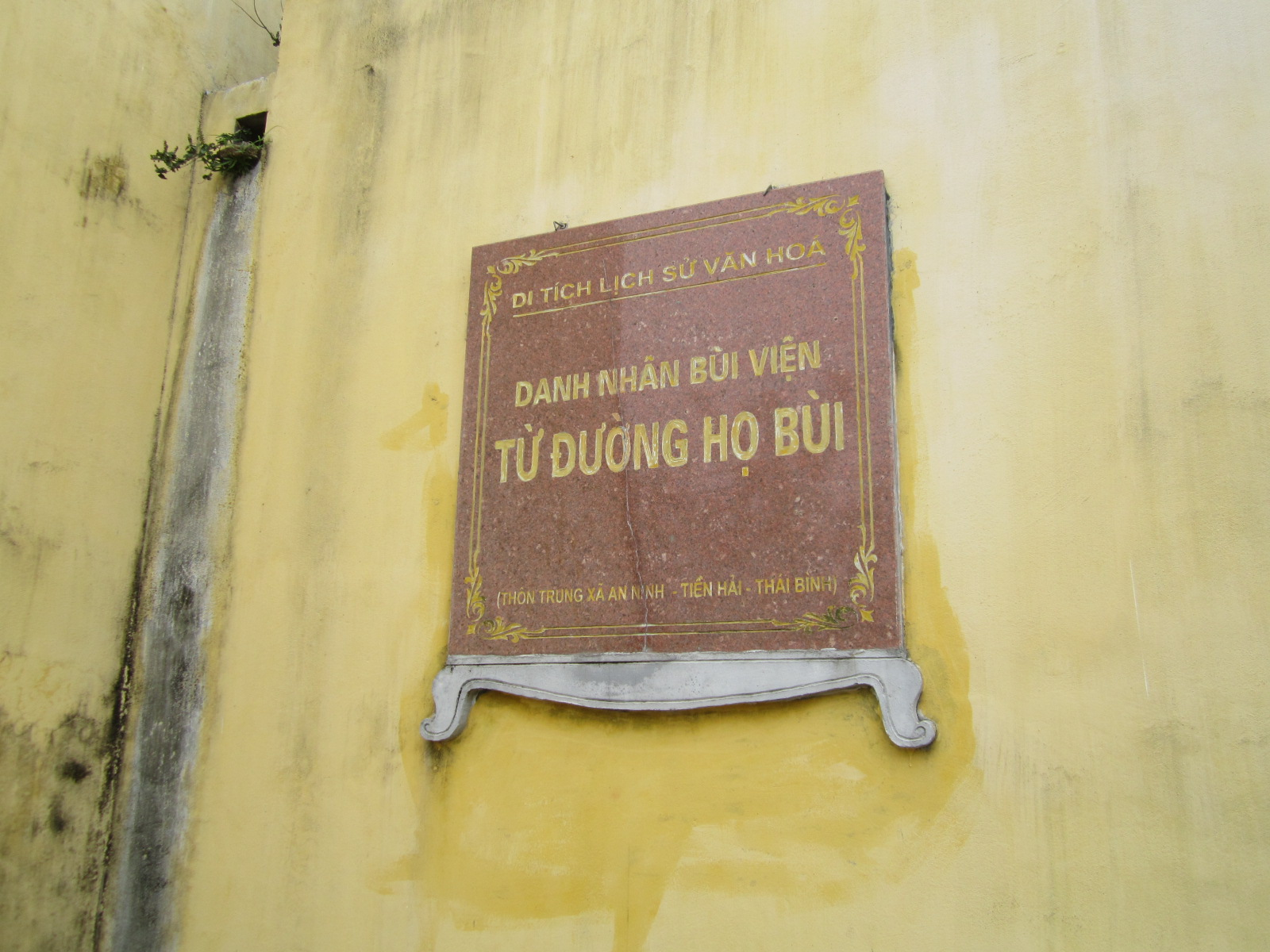
Bảng di tích từ đường họ Bùi ở Trình Phố. Trong từ đường có thờ Bùi Viện. Ông là đời thứ tám của họ Bùi Trình Phố

Bùi Viện (chữ Hán: 裴援, 1839–1878), hiệu Mạnh Dực, là một nhà cải cách, nhà ngoại giao của Việt Nam cuối thế kỷ 19, làm quan dưới triều nhà Nguyễn.

## Tiểu sử
Bùi Viện ra đời vào năm 1839 ở làng Trình Phố, tổng An Bồi, huyện Trực Định, phủ Kiến Xương, tỉnh Nam Định, Đại Nam (nay là Trình Trung, xã An Ninh, huyện Tiền Hải, tỉnh Thái Bình, Việt Nam), trong một gia đình nhà nho.
Năm 1864 ông đỗ Tú tài, năm 1868 đỗ Cử nhân. Em ông là Bùi Phủng cũng đỗ cử nhân, bổ làm án sát Hưng Hóa. Bùi Viện thì sau hai lần thi Hội năm 1868 và 1869 đều hỏng thi. Nhiều sách nói rằng khi vào Huế thi Hội, ông đã tập văn và học ông Vũ Duy Thanh (1806–1861) (tức ông Bảng Kim Bồng) nhưng có lẽ chi tiết này không chính xác vì Vũ Duy Thanh đã mất từ bảy năm trước khi Bùi Viện vào đến kinh đô.
Năm 1871 ông nhận nhiệm sở giúp Lê Tuấn, Tham tri Bộ Lễ ra Bắc dẹp loạn giặc khách Cờ Đen, Cờ Vàng là dư đảng của Thái Bình Thiên Quốc từ bên Tàu tràn sang. Công việc hoàn thành, ông trở về Huế. Bùi Viện được Doãn Khuê, Doanh điền sứ Nam Định mời ra giúp việc khai hoang, lấn biển trong công tác xây dựng cửa bể Ninh Hải (tức Hải Phòng ngày nay).
Năm 1873, vua Tự Đức buộc phải ký Hòa ước Giáp Tuất (15 tháng 3 năm 1874) nhượng bộ nhiều yêu sách của thực dân Pháp và nguy cơ mất cả nước đã nhãn tiền, triều đình chủ trương tìm kiếm những đối trọng khác ở nước ngoài để chấn hưng đất nước và cứu vãn họa xâm lăng của thực dân Pháp. Tháng 4 năm Quý Dậu (1873), vua Tự Đức được các quan hộ giá ra chơi cửa Thuận An, Huế. Trong khi vua đang ngự lãm thì có 9 chiếc tàu buồm vận tải của nha kinh lược Bắc Kỳ chở tiền tài và quân lính vào Huế. Đột nhiên từ ngoài khơi hai chiếc tàu ô tiến đến chĩa súng bắn sang, hải quân nhà Nguyễn thua chạy, hai chiếc tàu bị giặc cướp mất. Các võ quan nhà Nguyễn bắn thần công ra nhưng không trúng được phát nào để cướp biển chạy mất. Bùi Viện đã làm một bài thơ kể rõ việc này, đồng thời chế nhạo sự hèn yếu của thủy binh Đại Nam. Tuy nhiên, trong Đại nam thực lục không chép việc tháng 4 năm Quý Dậu vua Tự Đức ngự giá đi Thuận An và không có chuyện cướp biển.
Biến cố đó ít nhiều khiến cho vua Tự Đức nhận chân được sự kém cỏi của đất nước và có lẽ vì thế đã chuẩn y đề nghị của Bùi Viện xin được xuất dương xem xét tình hình và tìm cách cầu viện. Bùi Viện đã lãnh nhận sứ mạng sang Hoa Kỳ do sự tiến cử của một viên đại thần trong triều với Vua Tự Đức. Bùi Viện lúc đó đang được xem như là một nhà kinh bang tế thế, có công lớn trong việc xây dựng cảng Hải Phòng, lập ra Tuần dương quân gồm 200 chiến thuyền và 2.000 quân thủy thiện chiến và lập ra hệ thống thương điếm ở các tỉnh ven biển Bắc Kỳ.
Thủy quân của Bùi Viện tuy còn non trẻ nhưng đã sớm lập được một số chiến công. Tháng tư năm 1878, quân nhà Nguyễn giao chiến với giặc Tàu Ô ở Hà Tĩnh, dùng hỏa công đốt tàu địch khiến chúng phải chạy trốn, tịch thu một chiến thuyền cùng lương thực đạn dược và bắt được 18 tên cướp.
Đến tháng 5 cùng năm, quân nhà Nguyễn lại giao tranh với hải tặc ở Thanh Hóa trong khi chúng đang cướp một tàu buôn. Họ truy kích bọn phỉ đến tận đảo Hải Nam (nhà Thanh), tịch thu một chiến thuyền cùng đạn dược và khí giới.
Ngày mùng 1 tháng 11 năm Tự Đức 31 (1878), ông ốm và qua đời tại Nhật.

## Sang Mỹ cầu viện

### Lần thứ nhất
Từ cửa biển Thuận An ở kinh đô Huế, Bùi Viện xuống thuyền ngược ra Bắc vào tháng 7 năm Quý Dậu (tháng 8 năm 1873) và 2 tháng sau thì đến Hương Cảng lúc đó đã là nhượng địa của nước Anh và là đầu mối giao thông nối châu Á với thế giới phương Tây. Tại đây Bùi Viện đã kết giao được với viên lãnh sự Hoa Kỳ nên 2 bên giao thiệp được và ông có ý sang Hoa Kỳ cầu viện. Được biết ý đồ của Bùi Viện, viên lãnh sự đã viết thư giới thiệu với một người ở Hoa Kỳ có khả năng giúp ông tiếp cận với nguyên thủ của quốc gia này. Ông lập tức quay trở về trình lên vua Tự Đức. Từ Trung Quốc, Bùi Viện đi qua Yokohama (Hoành Tân, Nhật Bản) để xem xét tình hình. Sau thời gian ngắn, Bùi Viện nhận thấy đất nước này mới chỉ mở cửa chưa đủ mạnh để giúp Việt Nam nên ông đã đáp tàu sang San Francisco (Hoa Kỳ), rồi lưu lại ở đó mất một năm vận động mới gặp được gặp Tổng thống Mỹ thứ 18 là Ulysses Grant. Lúc này Pháp và Mỹ đang xung đột nhau trong chiến tranh ở México nên Mỹ cũng tỏ ý muốn giúp một quốc gia đang bị Pháp uy hiếp. Tổng thống Mỹ bằng lòng giúp nhưng Bùi Viện không mang quốc thư nên hai bên không thể chính thức giao ước.

### Lần thứ hai
Khi về đến Huế tâu bẩm tình hình của Hoa Kỳ và những việc mắt thấy tai nghe, vua Tự Đức đã bằng lòng cử ông làm chánh sứ và trao Bùi Viện quốc thư cho đầy đủ lề lối ngoại giao chính thức. Khi có được thư uỷ nhiệm của vua Tự Đức, Bùi Viện lại xuất dương một lần nữa. Năm 1875 ông lại có mặt tại Hoa Kỳ. Có trong tay quốc thư nhưng lại gặp lúc Mỹ – Pháp hết thù địch nên tổng thống Mỹ đã khước từ sự cam kết giúp Việt Nam đánh Pháp.
Thất vọng, ông đáp tàu lộn ngược đường cũ trở về nước. Vừa đặt chân lên bờ thì nghe tin mẹ từ trần nên về quê cư tang. Ba tháng sau, ông lại được triệu về kinh đô giữ chức Thương chánh tham biện rồi chuyển sang chức Chánh quản đốc nha Tuần hải.
Tuy vậy cho đến nay vẫn chưa tìm được chứng cứ khoa học đáng tin cậy nói về việc này, mà chỉ dựa theo tiểu thuyết hư cấu của Phan Trần Chúc. Giáo sư Nguyễn Quốc Trị có mấy chục năm giảng dạy ở Mỹ đã để công sưu tầm trong các kho lưu trữ ở Mỹ cũng như các tư liệu mà ông có về Triều Nguyễn nhưng cũng không tìm thấy tài liệu nào nói đến việc này.

### Lần thứ ba
Ông quyết đi lần nữa nhưng ốm và qua đời ở Nhật Bản.

## Đánh giá
Hành trạng cũng như tư tưởng của Bùi Viện thường được ví và xếp chung vào lớp sĩ phu có tư tưởng canh tân như Phạm Phú Thứ, Nguyễn Lộ Trạch, Nguyễn Trường Tộ. Vua Tự Đức đã có lời phê: Trẫm đối với ngươi chưa có ân nghĩa gì, mà ngươi đã coi việc nước như việc nhà, không quản xa xôi lo lắng, quỷ thần ắt cũng chứng cho.